# 港深邊界區發展聯合專責小組
港深邊界區發展聯合專責小組，又名深港邊界區發展聯合專責小組，是中國大陸兩個地方政府級合作政策研組織。

## 歷史
在2007年12月18日，由香港當局與深圳雙方簽署了《關於近期開展重要基礎設施合作專案協議書》而成立。此專責小組負責政策性研究，港深邊界及鄰近地區之地皮發展工作。

## 成員
- 深圳市常務副市長刘应力
- 香港發展局局長林鄭月娥

## 發展項目
- 落馬洲河套地區
- 蓮塘、香園圍口岸

## 外部参考
- http://www.info.gov.hk/gia/general/200803/10/P200803100147.htm （页面存档备份，存于）
- 中國評論新聞網: 港深兩地聯合發展邊界，簽訂七項合作協議[永久]